# Baronía de las Torres
La baronía de las Torres es un título nobiliario español creado por el rey Alfonso XIII en favor de Joaquina Despujol y Reynoso, hermana de Eulogio Despujol y Reynoso, I barón del Castillo de Burjasenia, mediante real decreto del 17 de marzo de 1919 y despacho expedido el 2 de julio del mismo año.

## Barones de las Torres
|                           | Titular                                   | Periodo                   |
| Creación por Alfonso XIII | Creación por Alfonso XIII                 | Creación por Alfonso XIII |
| ------------------------- | ----------------------------------------- | ------------------------- |
| I                         | Joaquina Despujol y Reynoso               | 1919-1970                 |
| II                        | Luis Álvarez de Estrada y Despujol        | 1972-2015                 |
| III                       | Luis Álvarez de Estrada y Sainz de Vicuña | 2016-hoy                  |

## Historia de los barones de las Torres
- Joaquina Despujol y Reynoso, I baronesa de las Torres.[1]

Casó con Luis Álvarez de Estrada y Luque, primer introductor de Embajadores. Le sucedió su hijo:
- Luis Álvarez de Estrada y Despujol (m. Madrid, 25 de febrero de 2015),[4] II barón de las Torres y II barón del Castillo de Burjasenia.[3]

Casó con María del Pilar Sáinz de Vicuña y Soriano. El 26 de enero de 2016, previa orden del 18 de diciembre de 2015 para que se expida la correspondiente carta de sucesión (BOE del 6 de enero), le sucedió su hijo:
- Luis Álvarez de Estrada y Sáinz de Vicuña, III barón de las Torres.[6]